# Schizophonic (album de Geri Halliwell)
Albums de Geri Halliwell
Scream If You Wanna Go Faster
(2001)
Schizophonic est le premier album solo de Geri Halliwell. Sorti en 1999, peu après le départ de la chanteuse des Spice Girls, il est le premier album solo publié par l'un des membres du groupe.
L'album engendre quatre singles, qui connaissent  tous un grand succès commercial au Royaume-Uni ; Mi Chico Latino, Lift Me Up et Bag It Up atteignent la première place des charts, tandis que le premier single Look at Me culmine à la deuxième place.

## Genèse
Le 31 mai 1998, Geri Halliwell annonce son départ des Spice Girls, la chanteuse affirmant qu'elle souffre d'épuisement et qu'elle veut  faire une pause. Cependant, les rumeurs d'une querelle avec sa collègue Melanie Brown comme raison de son départ sont divulguées par la presse. Le départ de Geri du groupe devient l'un des événements les plus médiatisés de l'année, faisant les gros titres des journaux du monde entier. Les quatre membres restants décident de continuer leur tournée mondiale Spiceworld Tour sans elle à l'été 1998.

## Liste des chansons
1. Look At Me (Halliwell, Watkins, Wilson) - 4:31
2. Lift Me Up (Halliwell, Watkins, Wilson, Akerman) - 3:52
3. Walkaway (Halliwell, Watkins, Wilson, Akerman) - 5:03
4. Mi Chico Latino (Halliwell, Watkins, Wilson) - 3:16
5. Goodnight Kiss (Halliwell, Watkins, Wilson) - 4:20
6. Bag It Up (Halliwell, Watkins, Wilson) - 3:46
7. Sometime (Halliwell, Watkins, Wilson) - 4:01
8. Let Me Love You (Halliwell, Watkins, Wilson) - 3:45
9. Someone's Watching Over Me (Halliwell, Watkins, Wilson, Akerman) - 4:15
10. You're In A Bubble (Halliwell, Watkins, Wilson) - 3:27